# Bełchatów (gromada 1961–1972)
Bełchatów – dawna gromada, czyli najmniejsza jednostka podziału terytorialnego Polskiej Rzeczypospolitej Ludowej w latach 1954–1972.
Gromady, z gromadzkimi radami narodowymi (GRN) jako organami władzy najniższego stopnia na wsi, funkcjonowały od reformy reorganizującej administrację wiejską przeprowadzonej jesienią 1954 do momentu ich zniesienia z dniem 1 stycznia 1973, tym samym wypierając organizację gminną w latach 1954–1972.
Gromadę Bełchatów siedzibą GRN w mieście Bełchatowie (nie wchodzącym w jej skład) utworzono 31 grudnia 1961 w powiecie bełchatowskim w woj. łódzkim z obszarów zniesionych gromad Bińków i Dobrzelów.
Gromada przetrwała do końca 1972 roku, czyli do kolejnej reformy gminnej. 1 stycznia 1973 w powiecie bełchatowskim utworzono gminę Bełchatów.
Uwaga: Gromada Bełchatów o innym składzie i w powiecie piotrkowskim (oraz przez krótki czas w powiecie bełchatowskim) istniała także w latach 1954–56.